# إلفيرا ملكة صقلية
إلفيرا من قشتالة (تقريبًا 1100 - 8 فبراير 1135) كانت أول ملكة على صقلية والزوجة الأولى لروجر الثاني ملك صقلية.